# Arawn
Arawn è una divinità della mitologia celtica, signore dell'Annwn, l'oltretomba nella mitologia gallese.
Per i suoi legami con la caccia, le corna, e l'aldilà, è stato supposto essere la versione britannica del Dio celtico continentale Cernunnos.
La connotazione classica lo pone come guardiano dei luoghi pericolosi e delle anime dei defunti. Non possiede un aspetto proprio, ma si aggira in molteplici forme ed aspetti per circuire ed accaparrare le anime dei vivi. Per tale ragione viene associato anche alla figura dell'inganno e della malvagità.
Nei Mabinogi di Pwyll, uno dei quattro racconti mitologici del Mabinogion, Arawn si scambia di posto per un anno e un giorno con Pwyll, un sovrano leggendario del Dyfed, in modo che quest'ultimo possa sconfiggere Hafgan, un re dell'Annwn rivale di Arawn, che può essere ucciso solo da un essere umano. 
Si batté contro il mago Gwydion. 
Nel folklore gallese Arawn guida la caccia selvaggia in cielo assieme alla moglie e quattro segugi a partire dall'autunno fino all'inizio della primavera. 
I levrieri (o veltri) di Arawn sono spiriti dell'Annwn, i Cŵn Annwn, grossi segugi dal pelo bianco e le orecchie fulve. 
La divinità viene ricordata nel nome di 15810 Arawn, un asteroide della fascia di Kuiper scoperto nel 1994